# Естонски језик
Естонски језик (ест. eesti keel) говори 1,1 милион људи, углавном у држави Естонији.
Естонски језик припада финској грани угро-финских језика. Иако је претрпео утицаје суседних језика шведског, летонског и руског, са њима не дели индоевропско порекло. Говорници финског и естонског језика се међусобно делимично разумеју.

## Карактеристике
Естонски језик је комбинација аглутинативног језика и аналитичког језика. Ово друго је последица јаког утицаја немачког језика на естонски.
Скоро трећина речи у естонском потиче из германских језика.
У естонском не постоји род ни будуће време. Тешкоћа је у томе што постоји чак 14 падежа.
Естонски разликује три дужине фонеме: кратку, дугу и продужену. Продужена фонема се у писању означава удвојеним словом.
Удео самогласника у просечном тексту на естонском је 45%. Естонски језик има реч која је светски рекордер у броју поновљених самогласника: jäääär значи ивица леда.

## Пример текста
Члан 1 Универзалне декларације о људским правима
```
-{Kõik inimesed sünnivad vabadena ja võrdsetena oma 
väärikuselt ja õigustelt. Neile on antud mõistus ja 
südametunnistus ja nende suhtumist üksteisesse peab 
kandma vendluse vaim.}-

```

- - Здраво